# Pierre Ponthier

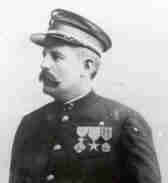
Pierre-Joseph Ponthier.

Pierre Joseph Ponthier (* 4. Mai 1858 in Ouffet, Belgien; † 25. Oktober 1893 in Kasongo, Kongo-Freistaat) war ein belgischer Afrikaforscher und Offizier. Er war im Dienst des belgischen Königs Leopold II. am Belgisch-Arabischen Krieg (englisch: Congo-Arab War) gegen arabische und Swahili-Sklavenjäger beteiligt.

## Biographie
Ponthier war der Sohn von Charles Ponthier, einem Müller, und seiner Frau Marie Catherine Wipeur. Seine Brüder, Nestor und Zéphirin, waren als private Unternehmer ebenfalls im Kongo-Freistaat tätig.
1877 trat er der belgischen Armee bei und absolvierte die Königliche Militärakademie. Am 26. Juni 1884 wurde er zum Leutnant der Infanterie ernannt und wurde zum 13. Regiment kommandiert.
In der Folge bewarb er sich für den Dienst im Freistaat Kongo und erreichte das Land im März 1887. In Borna wurde er zunächst dem topografischen Dienst zugeteilt und nahm an der Expedition in die Banfumu-Region südlich des Stanley-Pools teil. Er wurde zum stellvertretenden Kommandeur der Aufklärungsbrigade ernannt und gründete im Mankanza Gebiet die Station Nouvelle-Anvers (deutsch: Neu Antwerpen, heute: Makanza).
Am 27. Oktober 1888 wurde Ponthier zum Hauptmann der Force Publique befördert. Er gründete die Stationen Upoto, Umangi, Yambiga und Basoko. Im November wurde er Kommandant in Umangi. Ab April 1889 kommandierte er die Basoko-Station, die er gegen Angriffe der Araber-Swahilis-Sklavenjäger verteidigen musste.
Im März 1890 kehrte er nach Belgien zurück, um im August 1890 erneut in den Kongo zu gehen. Guillaume Van Kerckhoven ernannte ihn zum Kommandant der Vorhut seiner Expedition an den oberen Uélé und in Richtung Nil. Die Expedition brach im März 1891 von Leopoldville aus auf. Am 3. April 1891 geriet er mit der Vorhut im Wald entlang des Itimbiri in einen Hinterhalt, als sein Lager von einer großen Anzahl feindlicher Krieger angegriffen wurde. 100 seiner Soldaten wurden getötet und Ponthier musste sich nach Bumba zurückzuziehen. Anschließend besetzten die vereinigten Truppen von Van Kerkhoven und Ponthier Itembo und Dschabbir.
Am 8. Juli 1891 hatte die Vorhut den Marsch nach Osten durch unerforschtes Gebiet entlang des Uele begonnen. Ponthier ließ Relaisstationen an Punkten an beiden Ufern des Flusses mit relativ wenig Widerstand der einheimischen Bevölkerung oder arabischer Sklavenhändler errichten. Er erreichte Bima und dann die Mündung des Bomokandi-Flusses, wo er sich fest etablierte. Van Kerckhoven hatte eine schwierigere Reise. Er wurde entlang des Flusses von den Ababua angegriffen und musste Adhémar Daenen um Beistand bitten, der ihn mit 40 Männern am Bima-Fluss traf.
Am 27. Oktober 1891 überfiel die Truppe ein zwischen den Flüssen Bomokandi und Uélé errichtetes Lager der Mahdisten, löste es auf und befreite über 250 Sklaven. Anschließend kehrte Ponthier wiederum nach Europa zurück, um eine im September 1891 erlittene Fußverletzung auszukurieren. Am 10. Februar 1892 wurde er zum Kapitän-Kommandanten (französisch: Capitaine-Commandant) befördert.

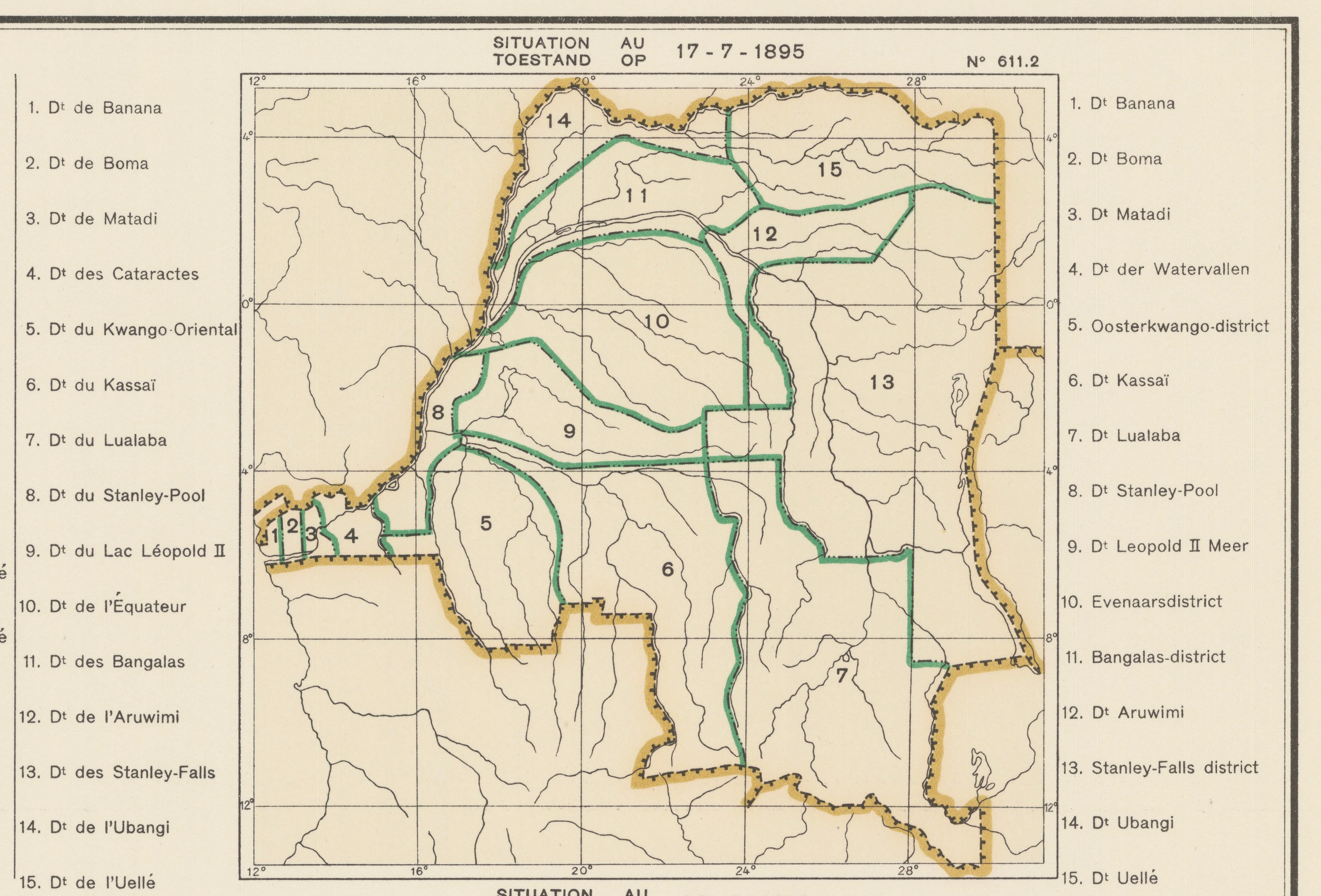
Distrikte des Kongo-Freistaats 1895

Im März 1893 kehrte Ponthier in den Kongo zurück, wo er das Kommando über den Stanley Falls District übernahm und an den Operationen der Truppen von Francis Dhanis gegen die Sklavenjäger des arabischen Oberhaupts Rumaliza in der Nähe von Kasongo teilnahm. Am 4. Juli 1893 nahm er an der Verfolgung der arabisch-swahilischen Banden von Rachid und Kibonge teil, die er am 10. Juli 1893 stellen konnte. Mithilfe des Warlords Mirambo und den Oberen der Bakusu, die er auf seine Seite gezogen hatte, überraschte er das arabische Lager von Seke-Seke und schlug den arabischen Widerstand nieder. Infolge dieses Sieges machte er etwa 6000 Gefangene.
Im August 1893 wandte sich Dhanis für seinen Kampf gegen den Anführer der Sklavenjäger Rumaliza erneut an Ponthier. Ponthier begann im September einen Feldzug nach Nyangwe. Die Hauptkämpfe konzentrieren sich auf den 13. bis 17. Oktober 1893. Dhanis' Ablenkungsangriffe wurden zurückgeschlagen und die zahlenmäßig überlegenen Araber und Swahili führen mehrere Tage lang energische Gegenangriffe durch. Bei einem dieser Gegenangriffe erlitt Ponthier eine schwere Schussverletzung. Er starb am 25. Oktober 1893 in Kasongo und wurde dort beerdigt. Um die Moral seiner Truppen nicht zu schwächen, hielt Dhanis den Tod Ponthiers drei Tage lang geheim.

## Ehrungen und Auszeichnungen

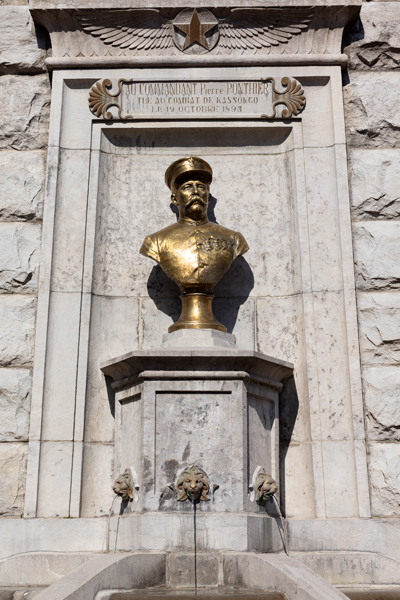
Pierre Joseph Ponthier als Brunnenskulptur in Marche-en-Famenne.

Nach Ponthier wurde vor Ort die Station Ponthierville, heute Ubundu, am Kongo-Fluss benannt. Ein Brunnen mit einer Bronzebüste von Pierre Ponthier, einem Werk des Bildhauers Alphonse de Tombay, wurde 1897 in Marche-en-Famenne zu seinem Gedenken errichtet. Weiterhin wurde nach Ponthier ein Dampfschiff benannt, das für die Versorgung der Truppen von General Tombeur während des Ersten Weltkriegs in Ostafrika sorgen sollte. Das Schiff wurde von den Cockerill-Werken gebaut und am 17. November 1916 auf dem Tanganjikasee in Dienst gestellt, nur wenige Wochen nach dem belgischen Sieg bei Tabora. Schließlich wurde auch die Rue Commandant Ponthier in Etterbeek (Brüssel) nach ihm benannt.

### Orden
- Ritter des Leopoldsordens
- Offizier des Löwenordens
- Étoile de Service